# Electrophaes westi
Electrophaes westi är en fjärilsart som beskrevs av Louis Beethoven Prout 1931. Electrophaes westi ingår i släktet Electrophaes och familjen mätare. Inga underarter finns listade i Catalogue of Life.